# 1992년 미국 상원의원 선거
1992년 미국 상원의원 선거는 1992년 11월 3일에 치른 미국의 상원의원 선거이다.